# لپوساویچ
لپوساویچ (به صربی: Лепосавић) شهری در منطقه کوسوفسکا متروویسا کشور کوزوو است که در سرشماری سال ۲۰۱۱ میلادی، ۲۰٬۰۰۰ نفر جمعیت داشته‌است.